# TQ
Terrance Quaites (Mobile (Alabama), 24 mei 1976), beter bekend onder zijn artiestennaam TQ, is een Amerikaanse R&B-zanger die vooral eind jaren 90 populair was. TQ werd geboren in Alabama, maar groeide op in Compton, Californië, waar veel bekende rappers en rapgroepen zoals N.W.A vandaan komen.
De single Westside van het album They Never Saw Me Coming was zijn eerste en grootste hit. Deze reikte tot de 12e positie in de Amerikaanse Billboard Hot 100 en tot de 4e in de UK Singles Chart. In de Nederlandse Top 40 bereikte hij de 4e plaats.

## Discografie

### Albums
| Album met eventuele hitnotering(en) in de Nederlandse Album Top 100 | Datum van verschijnen | Datum van binnenkomst | Hoogste positie | Aantal weken | Opmerkingen |
| ------------------------------------------------------------------- | --------------------- | --------------------- | --------------- | ------------ | ----------- |
| They Never Saw Me Coming                                            | 10-11-1998            | 09-01-1999            | 16              | 36           |             |
| The Second Coming                                                   | 22-05-2000            | 03-06-2000            | 18              | 7            |             |

### Singles
| Single met eventuele hitnotering(en) in de Nederlandse Top 40 | Datum van verschijnen | Datum van binnenkomst | Hoogste positie | Aantal weken | Opmerkingen |
| ------------------------------------------------------------- | --------------------- | --------------------- | --------------- | ------------ | ----------- |
| Westside                                                      | 1998                  | 26-12-1998            | 4               | 14           | Alarmschijf |
| Bye Bye Baby                                                  | 1998                  | 10-04-1999            | 6               | 13           | Alarmschijf |
| Daily                                                         | 2000                  | 22-04-2000            | 24              | 8            |             |